# Pasilan konepaja
Les ateliers d'usinage de Pasila (finnois : Pasilan konepaja), sont des anciens ateliers des chemins de fer finlandais situés dans le quartier de Vallila à Helsinki  en Finlande.

## Histoire
L'atelier d'usinage de Pasila était un atelier d'usinage des chemins de fer finlandais, puis du groupe VR, qui exploitait et entretenait des wagons de chemin de fer. L'atelier était situé, de 1903 à 2001, dans la zone située entre la rue Aleksis Kivi, Sturenkatu et Teollisuuskatu. C'était l'un des plus importants employeurs d'Helsinki.

## Patrimoine ferroviaire
Certains des bâtiments de l'atelier ont été démolis dans les décennies qui ont suivi la fermeture; il s'agissait principalement d'entrepôts le long de la rue Aleksis Kivi et de Sturenkatu, ainsi que d'un hall en briques rouges situé dans la cour.
Aujourd'hui, un quartier résidentiel appelé Konepaja est en cours de construction sur la zone de l'atelier et son ancienne gare de triage. De nouveaux immeubles de bureaux seront aussi construits le long de Sturenkatu. Les halles industrielles construites au début du XXe siècle ont été protégées et affectées à un nouvel usage.
Elles sont maintenant appelées entrepôts de Vallila. Les bâtiments ont trouvé de nombreux usages nouveaux depuis la fermeture de l'atelier: les halles hébergent des entreprises du secteur des médias, des installations sportives, des bureaux, un poste d'inspection et une société de location de matériel de construction,,,,.
La popularité de l'atelier dans le secteur des médias est due aux puits de lumière et aux espaces ouverts des halls dans lesquels sont créés des publicités télévisées entre  autres productions. Dans les nouvelles halles de trains électriques on poursuit les activités liées au trafic ferroviaire. Ainsi Bombardier y effectue la maintenance périodique des wagons Variotram de HKL,.

Vue des anciens alteliers
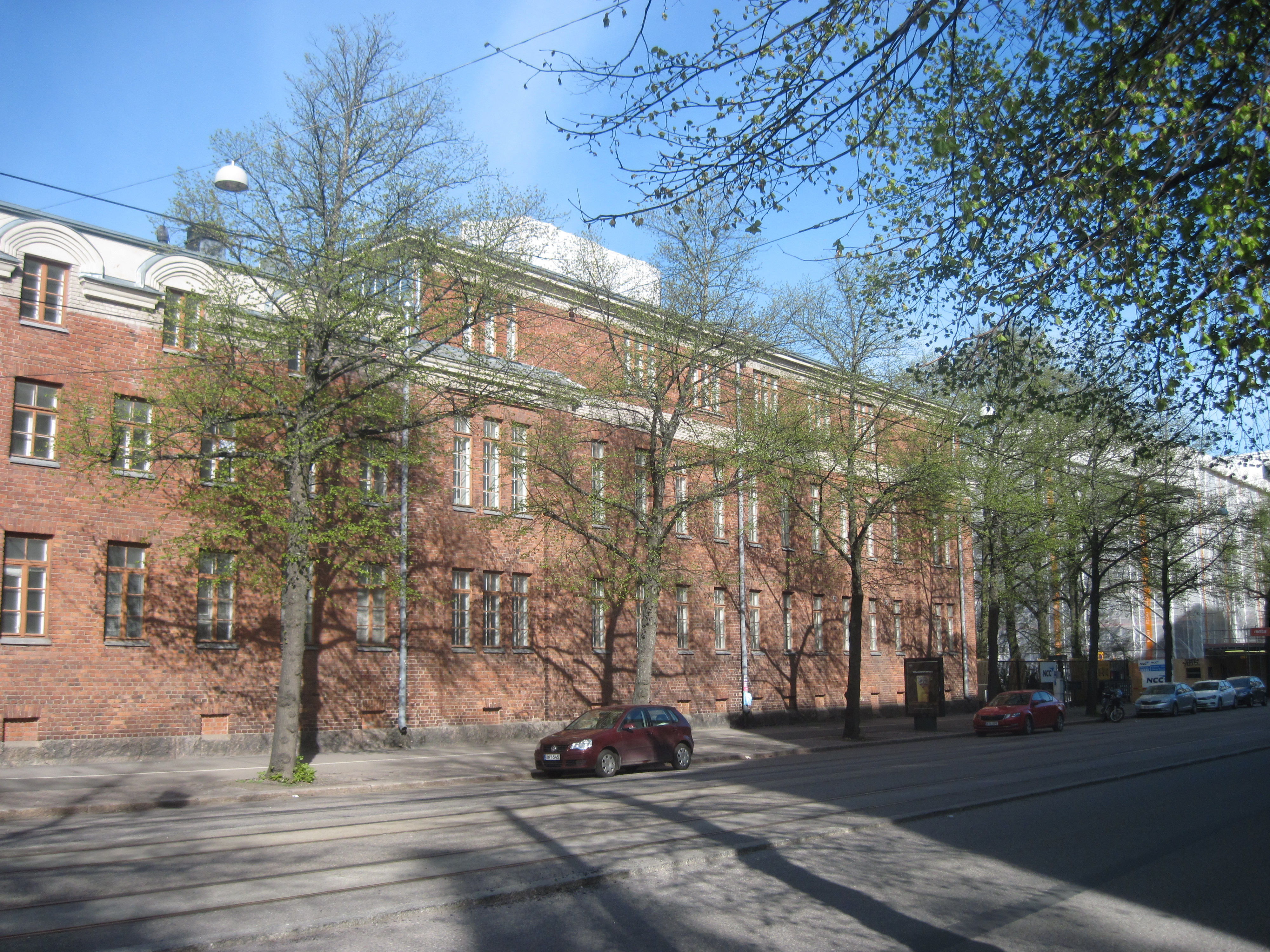
Ancien siège de l'atelier.
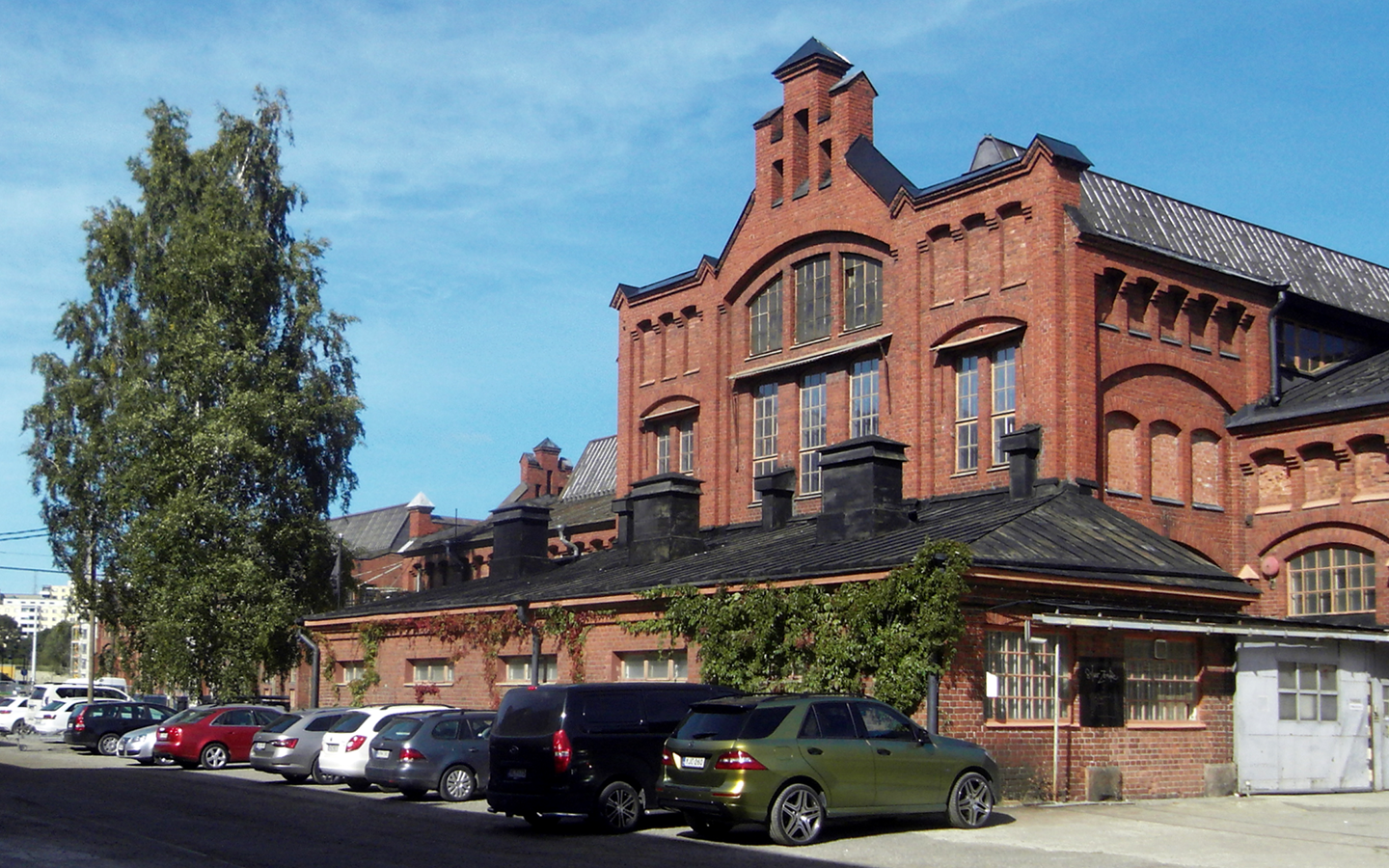
Anciens garages de locomotives.
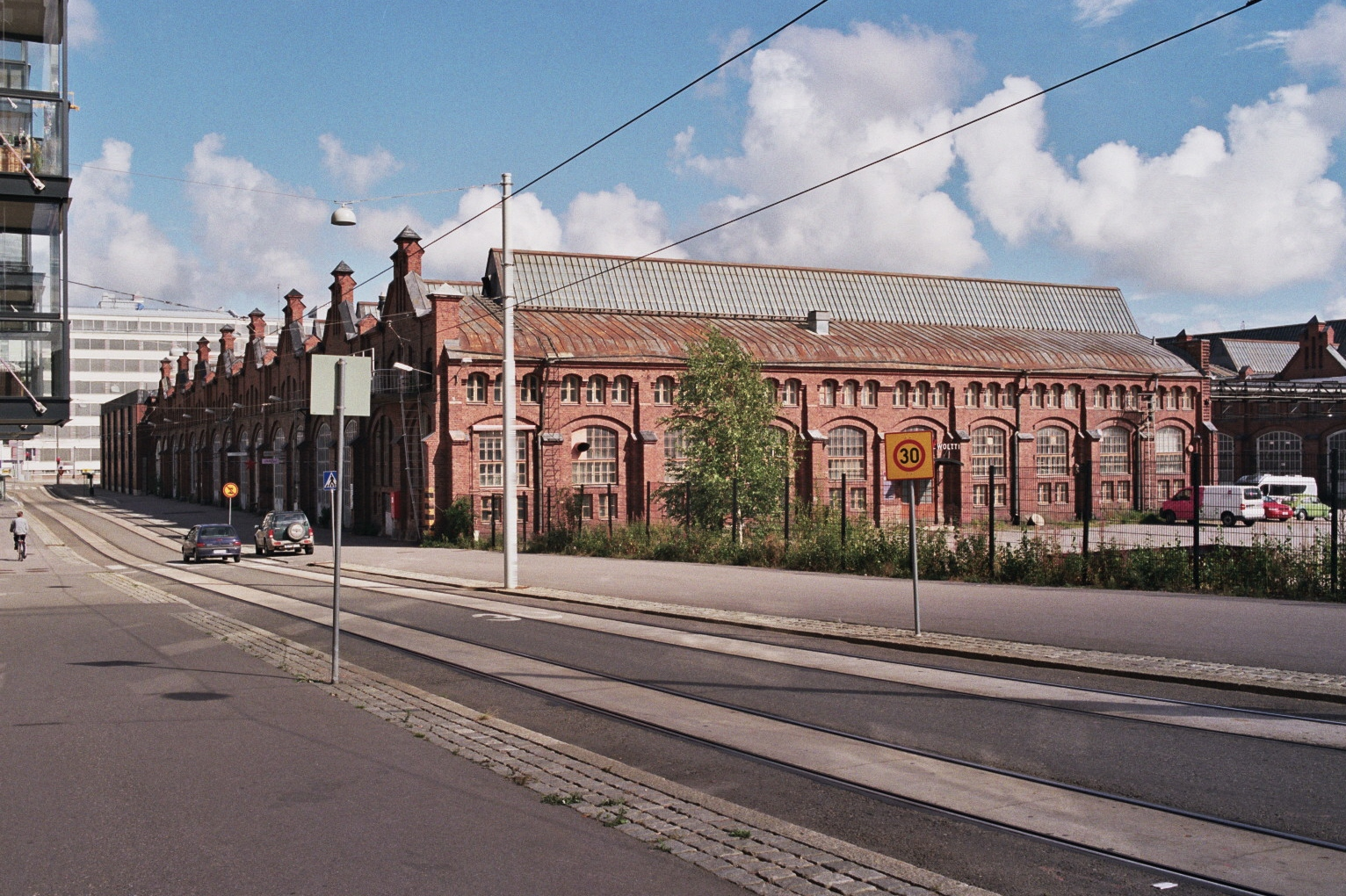
Anciens ateliers.

## Accès
Le site est accessible par la ligne de tram 9.